# Kreisreform Sachsen 2008
Die Kreisreform Sachsen 2008 (auch Verwaltungs- und Funktionalreform 2008 oder Kreisgebietsreform 2008) trat mit Wirkung vom 1. August 2008 in Kraft. Wichtigstes Element der Reform war die weitere Zusammenlegung der im Zuge der Kreisreform Sachsen 1994/1996 entstandenen Landkreise unter Einbeziehung der kleineren kreisfreien Städte. Für einen Übergangszeitraum von fünf Monaten nahmen die ehemals kreisfreien Städte Görlitz, Hoyerswerda, Zwickau und Plauen weiterhin Landkreisaufgaben war, so dass die Kreisreform praktisch erst am 1. Januar 2009 mit der Übernahme dieser Aufgaben durch die neuen Landkreise abgeschlossen war.
Eingebunden war die Reform in eine Verwaltungsreform der sächsischen Landesbehörden. So wurde auf der Grundlage eines durch eine Expertenkommission erarbeiteten Vorschlages ein Teil der staatlichen Aufgaben auf Kreise und Kommunen übertragen.
Eine vorgeschlagene Abschaffung der Regierungspräsidien wurde zunächst nicht umgesetzt, wohl aber die Umbenennung in Landesdirektionen bzw. Direktionsbezirke im Rahmen des Sächsischen Verwaltungsneuordnungsgesetzes. Am 1. März 2012 wurden die drei Direktionsbezirke zur Landesdirektion Sachsen mit Standorten in Chemnitz, Dresden und Leipzig zusammengefasst.

## Die neuen Kreise

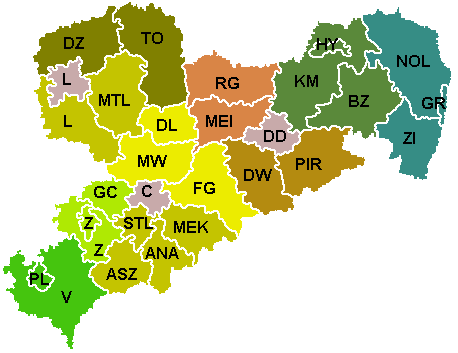
Sachsens Landkreise vor der Kreisreform

Sachsens Landkreise nach der Kreisreform

Sachsens Kfz-Kennzeichen von 2008 – 2012

Die 22 Landkreise wurden auf zehn und die sieben kreisfreien Städte auf drei reduziert. Das „Sächsische Kreisgebietsneugliederungsgesetz“ wurde am 22. und 23. Januar 2008 vom Sächsischen Landtag beschlossen.
Die folgenden neuen Landkreise wurden gebildet:

### Landkreis Bautzen
Der bisherige Landkreis Bautzen wurde um das Gebiet des Landkreises Kamenz und der kreisfreien Stadt Hoyerswerda vergrößert. Sitz der Kreisverwaltung ist Bautzen.
Der neue Landkreis Bautzen hat eine Fläche von 2391 km² und ist somit der flächengrößte Landkreis Sachsens. Seine Einwohnerzahl betrug 315.174 Einwohner am 9. Mai 2011.
Zum Kfz-Kennzeichen wurde BZ aus dem Altkreis Bautzen bestimmt. Die bisherigen Unterscheidungszeichen BIW, HY und KM können seit dem 9. November 2012 wieder vergeben werden.

### Erzgebirgskreis
Der Erzgebirgskreis umfasst das Gebiet der ehemaligen Landkreise Annaberg, Aue-Schwarzenberg, Stollberg und des Mittleren Erzgebirgskreises. Sitz der Kreisverwaltung ist Annaberg-Buchholz.
Der neue Landkreis hat eine Fläche von 1828 km². Seine Einwohnerzahl betrug 361.791 Einwohner am 9. Mai 2011.
Das neue Kfz-Kennzeichen ist ERZ. Die bisherigen Unterscheidungszeichen ANA, ASZ, AU, MAB, MEK, STL, SZB und ZP können seit dem 9. November 2012 wieder vergeben werden.

### Landkreis Görlitz
Der Landkreis Görlitz wurde aus den Gebieten des Landkreises Löbau-Zittau, des Niederschlesischen Oberlausitzkreises und der kreisfreien Stadt Görlitz gebildet. Sitz der Kreisverwaltung ist Görlitz.
Der neue Landkreis hat eine Fläche von 2106 km². Seine Einwohnerzahl betrug 269.647 Einwohner am 31. Mai 2011.
Das Kfz-Kennzeichen ist GR. Es gibt keine Unterschiede bei der Vergabe der Nummerngruppen für die Stadt und die Gemeinden des übrigen Landkreises Görlitz. Die bisherigen Unterscheidungszeichen LÖB, NOL, NY, WSW und ZI können seit dem 9. November 2012 wieder vergeben werden.

### Landkreis Leipzig
Der Landkreis Leipzig umfasst das Gebiet des ehemaligen Landkreises Leipziger Land und des Muldentalkreises. Sitz der Kreisverwaltung ist Borna.
Der neue Landkreis hat eine Fläche von 1647 km². Seine Einwohnerzahl betrug 262.214 Einwohner am 9. Mai 2011.
Das Kfz-Kennzeichen ist L und durch eine andere Vergabegruppe von der Stadt Leipzig zu unterscheiden. Die bisherigen Unterscheidungszeichen BNA, GHA, GRM, MTL und WUR können seit dem 9. November 2012 wieder vergeben werden.

### Landkreis Meißen
Der bisherige Landkreis Meißen wurde um das Gebiet des ehemaligen Landkreises Riesa-Großenhain vergrößert. Sitz der Kreisverwaltung ist Meißen. Beide Landkreise haben bereits zum 1. Januar 2007 ihre Sparkassen fusioniert.
Der neue Landkreis Meißen hat eine Fläche von 1452 km². Seine Einwohnerzahl betrug 247.054 Einwohner am 9. Mai 2011.
Zum Kfz-Kennzeichen wurde MEI des Altkreises Meißen bestimmt. Die bisherigen Unterscheidungszeichen GRH, RG und RIE können seit dem 9. November 2012 wieder vergeben werden.

### Landkreis Mittelsachsen
Der Landkreis Mittelsachsen umfasst das Gebiet der ehemaligen Landkreise Döbeln, Freiberg und Mittweida. Sitz der Kreisverwaltung ist Freiberg. Eine Besonderheit ergibt sich aus der Tatsache, dass der Landkreis Döbeln zum Regierungsbezirk Leipzig gehörte, der neue Landkreis jedoch komplett zur Landesdirektion Chemnitz gehört. Dieser Wechsel ist der einzige seiner Art bei dieser Kreisreform.
Der neue Landkreis hat eine Fläche von 2112 km². Seine Einwohnerzahl betrug 322.078 Einwohner am 9. Mai 2011.
Als Kfz-Kennzeichen wird FG des Altkreises Freiberg beibehalten. Der Kreistag hat dies am 20. Oktober 2008 beschlossen. Am 7. Juni 2009 fand zusammen mit der Europawahl ein Bürgerentscheid über das Kraftfahrzeugkennzeichen statt. Bei dieser Abstimmung ging es darum, ob das gültige FG von MSN abgelöst wird. Die Bürger entschieden sich mit einer knappen Mehrheit von 52,67 % gegen dieses Begehren und damit für die Beibehaltung des Kennzeichens FG. Die bisherigen Unterscheidungszeichen BED, DL, FLÖ, HC, MW und RL können seit dem 9. November 2012 wieder vergeben werden.

### Landkreis Nordsachsen
Der neue Landkreis Nordsachsen umfasst das Gebiet der ehemaligen Landkreise Delitzsch und Torgau-Oschatz. Sitz der Kreisverwaltung ist Torgau.
Der neue Landkreis hat eine Fläche von 2020 km². Seine Einwohnerzahl betrug 201.165 Einwohner am 9. Mai 2011. Er ist der einwohnerschwächste der sächsischen Landkreise.
Zum neuen Kfz-Kennzeichen wurde TDO (für Torgau, Delitzsch und Oschatz) bestimmt. Die bisherigen Unterscheidungszeichen DZ, EB, OZ, TG und TO können seit dem 9. November 2012 wieder vergeben werden.

### Landkreis Sächsische Schweiz-Osterzgebirge
Der Landkreis Sächsische Schweiz-Osterzgebirge umfasst das Gebiet des Landkreises Sächsische Schweiz und des Weißeritzkreises. Sitz der Kreisverwaltung ist Pirna.
Der neue Landkreis hat eine Fläche von 1654 km². Seine Einwohnerzahl betrug 246.818 Einwohner am 9. Mai 2011.
Das Kfz-Kennzeichen ist PIR. Die bisherigen Unterscheidungszeichen DW, FTL und SEB können seit dem 12. November 2012 wieder vergeben werden.

### Vogtlandkreis
Der Vogtlandkreis wurde um die vormals kreisfreie Stadt Plauen vergrößert. Sitz der Kreisverwaltung bleibt Plauen.
Der neue Landkreis hat eine Fläche von 1.412 km². Seine Einwohnerzahl betrug 240.052 Einwohner am 9. Mai 2011.
Das Kfz-Kennzeichen ist V. Die bisherigen Unterscheidungszeichen AE, OVL, PL und RC können seit dem 9. November 2012 wieder vergeben werden.

### Landkreis Zwickau
Der neue Landkreis Zwickau umfasst das Gebiet der ehemaligen Landkreise Chemnitzer Land und Zwickauer Land sowie der vormals kreisfreien Stadt Zwickau. Sitz der Kreisverwaltung ist Zwickau.
Der neue Landkreis hat eine Fläche von 949 km² und ist somit der flächenkleinste aller sächsischen Landkreise. Seine Einwohnerzahl betrug 335.220 Einwohner am 9. Mai 2011.
Das Kfz-Kennzeichen ist Z. Die bisherigen Unterscheidungszeichen GC, HOT und WDA können seit dem 9. November 2012 wieder vergeben werden.

## Einwohnerzahlen und Flächen
| Landkreis                                                                             | Einwohnerzahl (31. Dezember 2007) | Einwohnerzahl (31. Dezember 2021) | Fläche in km² (31. Dezember 2006) |
| ------------------------------------------------------------------------------------- | --------------------------------- | --------------------------------- | --------------------------------- |
| Bautzen (Bautzen, Kamenz, kreisfreie Stadt Hoyerswerda)                               | 333.470                           | 296.300                           | 2390,62                           |
| Erzgebirgskreis (Annaberg, Aue-Schwarzenberg, Mittlerer Erzgebirgskreis, Stollberg)   | 382.571                           | 328.700                           | 1828,35                           |
| Görlitz (Löbau-Zittau, Niederschlesischer Oberlausitzkreis, kreisfreie Stadt Görlitz) | 288.735                           | 248.300                           | 2106,09                           |
| Leipzig (Leipziger Land, Muldentalkreis)                                              | 274.532                           | 258.200                           | 1646,76                           |
| Meißen (Meißen, Riesa-Großenhain)                                                     | 259.343                           | 239.300                           | 1452,37                           |
| Mittelsachsen (Döbeln, Freiberg, Mittweida)                                           | 340.115                           | 299.300                           | 2111,49                           |
| Nordsachsen (Delitzsch, Torgau-Oschatz)                                               | 214.184                           | 197.500                           | 2019,82                           |
| Sächsische Schweiz-Osterzgebirge (Sächsische Schweiz, Weißeritzkreis)                 | 257.655                           | 244.000                           | 1653,60                           |
| Vogtlandkreis (Vogtlandkreis, kreisfreie Stadt Plauen)                                | 253.672                           | 221.400                           | 1411,96                           |
| Zwickau (Chemnitzer Land, Zwickauer Land, kreisfreie Stadt Zwickau)                   | 352.947                           | 309.600                           | 0949,35                           |

| Kreisfreie Stadt | Einwohnerzahl (31. Dezember 2007) | Einwohnerzahl (31. Dezember 2021) | Fläche in km² (31. Dezember 2006) |
| ---------------- | --------------------------------- | --------------------------------- | --------------------------------- |
| Chemnitz         | 244.951                           | 243.100                           | 220,86                            |
| Dresden          | 507.513                           | 555.400                           | 328,30                            |
| Leipzig          | 510.512                           | 601.900                           | 297,60                            |

| Landesdirektion | Einwohnerzahl (31. Dezember 2007) | Einwohnerzahl (31. Dezember 2021) | Fläche in km² (31. Dezember 2006) |
| --------------- | --------------------------------- | --------------------------------- | --------------------------------- |
| Chemnitz        | 1.574.256                         | 1.402.100                         | 6522,01                           |
| Dresden         | 1.646.716                         | 1.339.300                         | 7930,98                           |
| Leipzig         | 0999.228                          | 1.057.700                         | 3964,18                           |

## Reaktionen auf die Pläne der Staatsregierung
Die meisten Reaktionen kommunaler Handlungsträger auf die Planungen des Innenministeriums bezogen sich auf die Wahl der neu festzulegenden Kreissitze oder bestimmte Fusionsabsichten. In Zwickau und Plauen führte der vorgesehene Verlust der Kreisfreiheit zu einem Dissens zwischen dem Innenministerium und den Oberbürgermeistern der Städte.

### Hoyerswerda
Unter gewissen jüngeren historischen Aspekten im Bezug zur Geschichte Schlesiens war der Zusammenschluss mit Bautzen nach Ansicht einiger eher ungünstig, besser wäre demnach eine Zusammenlegung des ehemaligen Landkreises Hoyerswerda mit dem Niederschlesischen Oberlausitzkreis und Görlitz gewesen. Dabei hätte der Landkreisname Niederschlesischer Oberlausitzkreis erhalten bleiben können und der Neubau eines Landratsamtes in Görlitz wäre unnötig gewesen, da man das in Niesky (bisheriger Kreissitz) hätte weiterbetreiben können. Mit Ausnahme des Argumentes des Gebäudes gab es aber keines, was den Kreissitz Niesky anstatt Görlitz in irgendeiner Weise gerechtfertigt hätte. Andere bevorzugten aber ein Zusammengehen mit Bautzen, vor allem weil die Verkehrsanbindung nach Bautzen deutlich kürzer ist als nach Görlitz und auch schon damals mit dieser Stadt weitaus stärkere Pendlerverflechtungen bestanden. Auch viele historische Gründe (aus der Zeit vor der Teilung der Oberlausitz infolge der Napoleonischen Kriege) sprachen eher für Bautzen, z. B. dass der Kreis Kamenz Hauptsiedlungsgebiet der Sorben ist und Bautzen faktisch die „Hauptstadt“ der Sorben seit alters her ist.
Für die ehemals kreisfreie Stadt Hoyerswerda werden ein weiteres Absinken in die Bedeutungslosigkeit und weiterer wirtschaftlicher Niedergang befürchtet und prognostiziert. Man hoffte, zumindest einige Ämter des Landkreises Bautzen in die Stadt zu holen (was auch gelang) und Standort für die Rettungsleitstelle in der Oberlausitz zu werden. Der neu gebildete Landkreis musste zudem die hohen Schulden der Stadt verkraften.

### Plauen
Plauen wollte seine Kreisfreiheit nicht verlieren und gab eine Alternative zur Fusion mit dem Vogtlandkreis bekannt. Der Plan sah vor, die Kreisfreiheit zu behalten, aber die Ämter mit dem Vogtlandkreis zusammenzulegen („Vogtländischer Weg“). Das sächsische Innenministerium hat den Wunsch Plauens abgelehnt. Auch die Stadt Zwickau hat an diesem Plan Interesse bekundet, weil auch sie befürchtet, weniger finanzielle Zuwendungen zu bekommen.
Die Stadt Plauen klagte daraufhin vor dem sächsischen Verfassungsgerichtshof und beantragte eine einstweilige Anordnung gegen die Kreisreform. Am 22. April 2008 entschied das Gericht, dass der Antrag offensichtlich unbegründet sei. Damit wurde die Eingliederung der Stadt Plauen in den Vogtlandkreis planmäßig zum 1. August 2008 vollzogen. Auch die Kreiswahlen am 8. Juni 2008 wurden planmäßig durchgeführt.

### Aue im Landkreis Aue-Schwarzenberg
Ende Januar 2008 ließ die Stadt Aue in einem Eilverfahren die Rechtmäßigkeit der Verwaltungsreform 2008 mit dem Hintergrund, den vorgesehenen Kreissitz nicht nach Annaberg-Buchholz, sondern nach Aue zu verlegen, prüfen. Den Antrag auf kommunale Normenkontrolle der Stadt Aue verwarf der Verfassungsgerichtshof des Freistaates Sachsen am 27. Juni 2008.

### Landkreis Leipziger Land
Die Stadt Borna wurde erst 1999 Kreisstadt des Landkreises Leipziger Land.
Die Kreisgebietsreform von 1994 vereinigte die alten Landkreise Borna, Geithain und Leipzig (Kragenkreis um Leipzig). Damals wurde die Stadt Leipzig die Kreisstadt des neu gebildeten Landkreises Leipziger Land. Somit lag der Sitz der Kreisverwaltung außerhalb des Landkreises. Die damaligen Landkreise Borna und Geithain befürworteten das Zusammengehen mit dem Landkreis Leipzig, womit auch klar war, dass der Kreissitz nach Leipzig gehen würde.
Der Kreissitz innerhalb der Stadt Leipzig war in der Bevölkerung, vor allem im Leipziger Südraum, sehr umstritten.
Die Reform im Jahre 1999, die die Grenzen im Umland der kreisfreien Städte neu zog, führte dazu, dass durch zahlreiche Eingemeindungen von Ortschaften in die Stadt Leipzig und den Wechsel einiger Kommunen in die benachbarten Landkreise (unter anderem die Umgliederung der Städte Schkeuditz und Taucha in den Landkreis Delitzsch und der Gemeinde Borsdorf in den Muldentalkreis) der nördliche Teil des Kreises, der fast ein Drittel der Bevölkerung erfasste, den Landkreis verlassen musste. Dieser Schritt wurde schon 1994 von vielen Landräten im Raum Leipzig gefordert, stieß allerdings damals bei der Staatsregierung noch auf Widerstand.
1999 wurde Borna zum neuen Kreissitz im Landkreis Leipziger Land bestimmt. Im sogenannten „Stadt-Umland-Gesetz“ wurde auch festgelegt, dass sich die Stadt Borna verpflichtet, ein Landratsamt zu bauen. Man entschloss sich, für 16 Millionen Euro ein ehemaliges Kasernengebäude aufwändig zu sanieren. Das so entstandene Landratsamt wird seit 2003 genutzt und besteht aus sechs einzelnen Häusern.
Die Entscheidung, Borna und nicht Grimma zum Kreissitz des neu zu bildenden „Landkreises Leipzig“ zu ernennen, war sehr umstritten. Bei der Abstimmung des sächsischen Landtages über die Kreisreform am 23. Januar 2008 wurden jedoch alle Änderungsanträge, die Grimma zur neuen Kreisstadt des Landkreises Leipzig machen sollten, abgelehnt.
Ende Januar 2008 reichten sowohl der Muldentalkreis als auch dessen Kreisstadt Grimma Beschwerde vor dem Verfassungsgericht ein. Den Antrag auf kommunale Normenkontrolle der Stadt Grimma verwarf der Verfassungsgerichtshof des Freistaates Sachsen am 27. Juni 2008. Die beiden Mittelzentren Borna und Grimma wurden als gleichwertig angesehen. Letztendlich soll die Strukturschwäche Bornas, die zu erwartende bessere Wirtschaftsentwicklung aufgrund des Kreissitzes und die größere Bedeutung der bestehenden Verflechtungen mit dem Umland der Stadt zu dieser Auswahl geführt haben.
Die erfolgreiche touristische und wirtschaftliche Weiterentwicklung des Leipziger Neuseenlandes, einer ehemaligen Bergbaulandschaft, ist eng mit dem Kreissitz in Borna verbunden.

### Landkreis Löbau-Zittau
In der südlichen Oberlausitz wird die Kreisreform skeptisch gesehen. Kritiker bemängeln, dass es zu einer Zweiteilung der Oberlausitz komme, was den Wünschen der meisten Bürger widerspräche. Außerdem sei ein Großkreis Oberlausitz die logische Konsequenz des dramatischen Bevölkerungsrückgangs. Weiterhin wird bemängelt, dass durch die Vereinigung der Kreise Löbau-Zittau, des Niederschlesischen Oberlausitzkreises und der bisher kreisfreien Stadt Görlitz ein struktur- und finanzschwacher Kreis entstünde, der dauerhaft auf Beihilfen von außerhalb angewiesen sei. Konflikte bestehen zudem bei der Integration des schlesischen Erbes, welches der Kreis Löbau-Zittau nicht teilt.
Während die Mehrheit der Bürger die geplante Kreisreform in Umfragen ablehnt und ein Zusammengehen mit Bautzen bevorzugt, sandte die Politik widersprüchliche Signale. Sprachen sich einige Orte im Norden des Kreises für ein Zusammengehen mit Görlitz aus, so votierten gerade Orte im Oberland für Bautzen. Die Stadt Zittau beschloss, die Kreisreform abzulehnen, der Landrat des Kreises Löbau-Zittau allerdings begrüßt sie.

### Muldentalkreis
Im Muldentalkreis wurden die Pläne des Innenministeriums skeptisch gesehen. Es wurde besonders die Wahl von Borna als Kreisstadt kritisiert. Nachdem mit dem Innenminister eine sachliche Auseinandersetzung in dieser Frage vereinbart war, dieser sich jedoch erneut für Borna aussprach, warf Matthias Berger, der Oberbürgermeister von Grimma, dem sächsischen Innenminister undemokratisches Verhalten vor.
Der Chef der Sächsischen Staatskanzlei, Hermann Winkler, der seinen Wahlkreis in Grimma hat, stimmte dem Entwurf des Innenministeriums zu, obwohl als neue Kreisstadt Borna gesetzt wurde. Winkler erhielt darauf von vielen Seiten Rücktrittsforderungen.
Da die Stadt Borna erst 1999 zum Kreissitz des Landkreises Leipziger Land wurde (vorher Stadt Leipzig) und eine Gebietsreform laut Richtlinie mindestens zehn Jahre Bestand haben sollte, hätte die Stadt Borna bei einem Verlust des Kreissitzes ebenfalls geklagt.
Borna wurde vor allem wegen der vorhandenen Strukturschwäche im Südraum Leipzig aufgrund der früheren Braunkohletagebaue und wegen der zu erwartenden günstigeren zukünftigen Wirtschaftsentwicklung als künftiger Kreissitz der Stadt Grimma vorgezogen. Dies ist aber aus fachlicher Sicht sehr fraglich, da Borna schon in den vergangenen 15 Jahren zunehmend geschrumpft ist und daher keine wirtschaftliche Besserung zu erwarten ist. Zudem ist Borna nach der Einwohnerzahl nur die drittgrößte Stadt (nach Grimma und Markkleeberg) im neuen Landkreis. Dies resultiert daraus, dass Borna und Grimma in der Vergangenheit mehrere Eingemeindungen haben vornehmen müssen und damit die Größe der Städte gewachsen ist. Außerdem wurde in Borna für zirka 16 Millionen Euro ein ehemaliges Kasernengelände aufwendig restauriert und zum Landratsamt umgebaut. Es wird daher als weiteres Argument für Borna als künftigen Kreissitz angeführt. Dies ist aber auch fraglich, da der Muldentalkreis in der Vergangenheit ebenfalls zirka 15 Millionen Euro in die Sanierung seiner Verwaltungsbauten investiert hat.
Der Muldentalkreis beauftragte ein Rechtsanwaltsbüro zur verfassungsrechtlichen Prüfung der Reform. Im Ergebnis wurde geurteilt, dass die Reform zum einen zu kurz greift und zum anderen gegen die Verfassung des Freistaates Sachsen verstößt.
Die Klage des Muldentalkreises wurde vom Sächsischen Verfassungsgerichtshof am 25. September 2008 abgewiesen.

### Landkreis Torgau-Oschatz
Obwohl sich der Kreistag von Torgau-Oschatz einstimmig gegen die Fusion mit Delitzsch ausgesprochen hat, wurden beide Landkreise fusioniert. Von den Gegnern wurde erstens angeführt, dass es zwischen den Randteilen des Kreises (zum Beispiel Schkeuditz und Oschatz) keinerlei identitätsstiftende Gemeinsamkeiten oder Beziehungen gibt. Das geplante Gebilde sei rein künstlich. Befürchtet wurde weiterhin im Landkreis Torgau-Oschatz, dass die schwache finanzielle Lage des Landkreises Delitzsch den neuen Kreis insgesamt nach hinten wirft und man quasi dessen Schulden mitbezahlen muss.

## Kritik
Zehn Jahre nach der Umsetzung der Kreisreform wird vor allem kritisiert, dass die erhofften Einsparungen von 160 Millionen Euro pro Jahr ausbleiben. Etliche Städte haben Funktionen und damit an Bedeutung verloren. Die ehemaligen Landräte Petra Köpping und Gerhard Gey bemängeln die fehlende Bürgernähe in den vergrößerten Landkreisen. Ein Landrat könne nur noch schwer alle Kontakte zur kommunalen Ebene halten.